# 蔬菜脆片
蔬菜脆片（英語：Vegetable chips，又稱素食脆片）是以蔬菜製作的脆片，蔬菜脆片可能是以炸、脫水、乾燥或烘烤製成。